# Landtagsdirektorenkonferenz
Die Konferenz der Direktoreninnen und Direktoren der deutschen Landesparlamente, des Deutschen Bundestages und des Bundesrates  (Kurzform: Landtagsdirektorenkonferenz, Abk. LDK) ist ein regelmäßig und kontinuierlich zusammentretendes Konferenzgremium zum Erfahrungsaustausch und zur Koordinierung von rechtlichen und organisatorischen Rahmenbedingungen der deutschen Landesparlamente. Der Landtagsdirektor leitet die gesamte Parlamentsverwaltung und trägt für sie dem Präsidenten gegenüber die Verantwortung. Im parlamentarischen Bereich ist der Direktor Berater des Präsidenten. Im Rahmen der zweimal jährlich stattfindenden Tagungen werden insbesondere Fragen zu Stellung und Aufgaben der Landesparlamente, des Föderalismus und des Parlaments- und des Abgeordnetenrechts erörtert. Dabei dient die Frühjahrskonferenz wesentlich der Vorbereitung der einmal jährlich tagenden Landtagspräsidentenkonferenz (LPK). Die Herbstkonferenz leitet dann die Umsetzung von Beschlüssen der LPK ein und bearbeitet übergreifende Fragestellungen.

## Vorläufer
Am 5. Oktober 1925 schlossen sich in Berlin die Direktoren deutscher Landesparlamente zu der Vereinigung der deutschen Parlamentsdirektoren zusammen. Initiator war der Direktor beim Württembergischen Landtag, Alfred Eisenmann. Dieser fungierte auch als Vorsitzender der Vereinigung. Beisitzer waren der Direktor beim Hessischen Landtag, Ernst Schenck, und der Syndikus der Hamburgischen Bürgerschaft, Carl Mönckeberg. Die Aufgabe des Schriftführers übernahm Direktor Max Hochschild aus Karlsruhe.
Die Tagungen der Vereinigung der deutschen Parlamentsdirektoren galten dem „Gedankenaustausch über geschäftsordnungsmäßige und verwaltungstechnische Fragen“. Das Ziel war eine regelmäßige Aussprache „über die Verhältnisse bei den einzelnen Parlamenten… ferner über Gemeinschaftsordnungs-, Zuständigkeits- und Beamtenfragen u.s.f.“.
Tagungen der Vereinigung der deutschen Parlamentsdirektoren 1925 – 1933
| Ort          | Datum                           |
| ------------ | ------------------------------- |
| Berlin       | 3. – 5. Oktober 1925            |
| Stuttgart    | 2. – 4. Oktober 1926            |
| Dresden      | 10. – 12. September 1927        |
| Braunschweig | 29. September – 1. Oktober 1928 |
| Danzig       | 24. – 26. August 1929           |
| München      | 8. und 10. November 1933        |

Die Vereinigung der deutschen Parlamentsdirektoren bestand bis zur Auflösung der Landtage 1933 bzw. 1934.
Nach dem Zusammenbruch des sogenannten „Dritten Reiches“ und der Befreiung Deutschlands vom Nationalsozialismus wurden im Laufe des Jahres 1945 Länder gebildet. Aufgrund ihrer von den Alliierten verliehenen Kompetenzen vereinten die Landesregierungen bis zur Schaffung von Landesverfassungen und Landesparlamenten Legislative und Exekutive in sich. Nach der Bildung von Landesparlamenten gab es mehrere Anläufe, um zwischen den Landtagen einen Erfahrungsaustausch zu organisieren.
Am 17. November 1947 fand im Gebäude des Hessischen Landtags in Wiesbaden die erste Konferenz der Landtagspräsidenten und Landtagsdirektoren statt. Eine Anknüpfung an die Arbeit der Vereinigung der Landtagsdirektoren wurde in dieser Zeit noch angestrebt. In den sechziger Jahren fand eine Zweiteilung der Konferenzstruktur statt, wobei die Landtagsdirektorenkonferenz der Vorbereitung der Landtagspräsidentenkonferenz bzw. der Umsetzung der Beschlüsse der LPK diente.
In den ersten Nachkriegsjahren bestanden noch Kontakte zu Parlamenten der Sowjetischen Besatzungszone. Zu einer Teilnahme an der Konferenz ist es jedoch bis zur Wiedervereinigung 1989 nicht gekommen. Seit 1991 sind in der LDK die Direktoren von 16 Landesparlamenten vertreten.
Ab 1974 tagten die Direktoren der deutschen Landesparlamente mehrmals jährlich, wobei sich seit 2003 ein Rhythmus von zwei Sitzungen pro Jahr als praktikabel erwies. Mehrere Konferenzen wurden gemeinsam mit den Direktoren der Parlamente Österreichs und Südtirols durchgeführt (1994 in Meersburg, 1996 in Klagenfurt, 1999 in Berlin, 2003 in Sankelmark und 2013 in Krems).

## Grundlage
Allgemeine Grundlage ist der Föderalismus in Deutschland (Artikel 20 (1) GG), wonach die Länder eigene Gliedstaaten der Bundesrepublik Deutschland sind. Dadurch kann jedes Land die eigenen Kompetenzfelder eigenverantwortlich gestalten (Art. 30, 70, 83 GG) und dabei mit anderen Ländern zusammenarbeiten.

## Organisation und Arbeitsweise
Die Vorbereitung und Führung der Konferenzgeschäfte obliegen der Parlamentsverwaltung des jeweiligen Gastgeberlandes. Die Gastgeberschaft für die Tagungen der LDK wechselt unter den Ländern, wobei jedes Landesparlament zwei Konferenzen in Folge ausrichtet. Zusätzlich zu den Direktorenkonferenzen finden separate Arbeitsgruppensitzungen statt.

## Mitglieder
| Parlament              | Direktor                 |
| ---------------------- | ------------------------ |
| Baden-Württemberg      | Christine Werner         |
| Bayern                 | Peter Worm               |
| Berlin                 | Christian Christen       |
| Brandenburg            | Detlef Voigt             |
| Bremen                 | Hans-Joachim von Wachter |
| Bundesrat              | Ute Rettler              |
| Deutscher Bundestag    | Paul Göttke              |
| Hamburg                | Johannes Düwel           |
| Hessen                 | Peter von Unruh          |
| Mecklenburg-Vorpommern | Armin Tebben             |
| Niedersachsen          | Udo Winkelmann           |
| Nordrhein-Westfalen    | Thomas Dautzenberg       |
| Rheinland-Pfalz        | Ursula Molka             |
| Saarland               | Christof Zeyer           |
| Sachsen                | Silvia Brüggen           |
| Sachsen-Anhalt         | Torsten Gruß             |
| Schleswig-Holstein     | Utz Schliesky            |
| Thüringen              | Jörg Hopfe               |